# Antonio Bibalo
Antonio Gino Bibalo (ur. 18 stycznia 1922 w Trieście, zm. 19 czerwca 2008 w Larviku) – norweski kompozytor pochodzenia włoskiego.

## Życiorys
Ukończył konserwatorium w Trieście, gdzie uczył się gry na fortepianie u Luciano Gantego oraz kompozycji u Giulio Viozziego. Następnie uczęszczał do Trinity College of Music w Londynie, gdzie jego nauczycielką była Elisabeth Luytens. W 1956 roku otrzymał wyróżnienie na I Międzynarodowym Konkursie Kompozytorskim im. Henryka Wieniawskiego w Warszawie za utwór na skrzypce i orkiestrę Balkan Legend. W 1967 roku otrzymał obywatelstwo norweskie. Kawaler I Klasy Królewskiego Norweskiego Orderu Świętego Olafa (1991).
Uprawiał głównie twórczość operową. Skomponował m.in. opery The Smile at the Foot of the Ladder do libretta według opowiadania Henry’ego Millera (1958–1962, wyst. Hamburg 1965), Miss Julie do libretta według sztuki Augusta Strindberga (1973, wyst. Berlin Zachodni 1984), Ghosts do libretta według sztuki Henrika Ibsena (1981, wyst. Kilonia 1981), Macbeth (1989, wyst. Oslo 1990), The Glass Menagerie (1996, wyst. Trewir 1996), ponadto Concerto allegrico na skrzypce i orkiestrę (1957), 6 preludiów na 4 instrumenty (1968), balet Pinocchio (wyst. Hamburg 1968), muzykę do baletu Nocturne dla norweskiej telewizji (1970).